# Новоукраинский сахарный завод
Новоукраинский сахарный завод — предприятие пищевой промышленности в городе Новоукраинка Новоукраинского района Кировоградской области Украины, прекратившее своё существование.

## История
В 1950е годы одним из основных направлений сельского хозяйства Ново-Украинского района Кировоградской области являлось выращивание сахарной свеклы.
В соответствии с шестым пятилетним планом развития народного хозяйства СССР в 1958 - 1962 гг. в городе Новоукраинка был построен сахарный завод, работавший на местном сырье. Одновременно с заводом на окраине города был построен рабочий посёлок (жилые дома на 265 семей, больница, магазины и др.).
В начале 1970х годов перерабатывающая мощность предприятия составляла 2,5 тыс. тонн сахарной свеклы в сутки, производственная мощность - свыше 15 тыс. тонн сахара в год. Продукция завода продавалась на территории СССР, а также экспортировалась в Ирак, Болгарию, Югославию и другие страны мира.
В апреле 1971 года XXIV съезд КПСС утвердил решение о увеличении мощности сахарного завода до 52 тыс. тонн сахара в год и расширении рабочего посёлка при заводе.
В целом, в советское время завод входил в число крупнейших предприятий города, на его балансе находились объекты социальной инфраструктуры.
После провозглашения независимости Украины завод перешёл в ведение Государственного комитета пищевой промышленности Украины. В дальнейшем, государственное предприятие было преобразовано в открытое акционерное общество. В мае 1995 года Кабинет министров Украины утвердил решение о приватизации сахарного завода.
В апреле 2000 года имела место попытка рейдерского захвата завода. Всего в 2000 году Новоукраинский сахарный завод произвел 8,5 тыс. тонн сахара.
Летом 2001 года Государственное агентство управления материальным резервом Украины обратилось в министерство внутренних дел, СБУ и Генеральную прокуратуру Украины с просьбой расследовать и признать незаконным продажу Капитановского и Новоукраинского сахарных заводов (поскольку Новоукраинский завод был продан по заниженной цене 1,5 млн. гривен в то время, как остаточная стоимость предприятия составляла 10 млн. гривен).
19 июля 2002 года была предпринята ещё одна попытка силового захвата предприятия, однако рабочие завода не позволили нападавшим проникнуть на территорию и вывезти складские запасы сахара.
В декабре 2004 года сахарный завод был признан банкротом.